# María Gil Vallejos
María Isabel Gil Vallejos (Torrevieja, 13 de julio de 1892 – Londres, 1981) fue una pianista torrevejense de fama internacional.

## Biografía
María Gil nació en Torrevieja (Alicante) el 13 de julio de 1892. Su padre, Antonio Gil Lucco, director de la banda de música de la Unión Musical Torrevejense, fue su primer mentor. Destacó muy pronto al piano y se decía que podía leer la armonía con sólo oírla. Continuó su formación de armonía en Murcia con el organista de la Catedral y profesor de piano del Círculo de Bellas Artes D. Mariano Alarcón Pérez.
Luis Gil de Vicario, en un artículo publicado en Levante el 5 de junio de 1921, cuando María contaba 28 años, corrobora su hasta entonces formación autóctona sin pesadeces académicas de Conservatorio ni títulos oficiales inútiles.
Despliega su labor pedagógica y artística en Torrevieja y en Murcia, donde se presenta por la modalidad libre en el Conservatorio de la ciudad, hasta que decide ir a Madrid para conseguir el título oficial en el Conservatorio de Música y Declamación, objetivo que logra, también en la modalidad libre, brillantemente en dos cursos.
En 1928 Luis París le propuso ser la pianista de la cantante Conchita Supervía para una tournée que la famosa mezzosoprano iba a realizar en esa temporada. Aceptó inmediatamente, lo que originó una amistad con la cantante que duró toda la vida. Se compenetraron perfectamente y sus giras se extendieron hasta Inglaterra.
En 1929 se casó en Londres con el musicólogo y crítico inglés Arthur René de Deney, a quien había conocido en Madrid.
Tras unos últimos conciertos en 1931, María Gil se retiró de la vida artística y estableció su residencia desde entonces en Londres, donde murió en 1981.
El poeta Pedro Jara Carrillo le dedicó estos versos:

Cuando tus dedos se mueven
se me figura escuchar
que sobre las cuerdas llueven
todas las perlas del mar.

## Técnica pianística
En reseñas periodísticas de sus actuaciones encontramos opiniones como las siguientes:
Mecanismo prodigioso, velocidad sorprendente, digitación limpia y clara, delicadeza […] y, sobre todo, una mano izquierda que unas veces hace rugir con violencia de fiera al piano y otras adquiere la suavidad y la finura que solo están reservadas a los grandes maestros, son las características de María Gil.
Hablemos de su digitación. […] La técnica que emplea tiene un valor absoluto.
María Gil, siempre artista, supo encauzar sus aficiones en lo verdaderamente musical […] para dar a su formación la base sólida de los clásicos, y, obtener, en ellos, una técnica interpretativa, llena de color, ágil y flexible, verdaderamente pasmosa.
Siente tan hondo el arte esta mujer, artista maravillosa, que sentada al piano, llora, ríe, sufre, goza, se extasía deliciosamente.
Y era de ver, no ya el aspecto puramente de “acompañante” de la pianista, sino su intervención dando realce a los momentos líricos, dando interés a los cambios armónicos, subrayando cuando era preciso una frase o un diseño, y mostrando la variedad de estilos necesarios para que no resultase lo mismo un ambiente de armonía o de contrapunto en una canción de Cimarosa, por ejemplo, que en una modernidad de Debussy o una vibración sutil de nuestro Falla.
MARÍA GIL […]. Posee una depurada escuela clásica y una formación artística muy acabada, además de una gran probidad interpretativa, lo que no excluye que haya logrado destacar una personalidad inconfundible en el noble arte de la música.

## Carrera profesional
María decidió consagrarse a la música profesional cuando ya tenía más de 30 años. Se trasladó a Murcia, donde daba clases de piano y, tras dar dos recitales como piano solista en la sala donde el Círculo de Bellas Artes celebraba sus conciertos en el Teatro Romea de Murcia, se desplazó a Madrid, donde continuó su labor pedagógica. Allí consigue el premio extraordinario de piano del Conservatorio de Música y comienza su carrera como solista. Celebra otro concierto en Murcia y hace una gira por el Norte, donde toca con el violinista Juan Manén. También ofrece conciertos en Radio Madrileña.
Pero la verdadera carrera artística de María adquiere un verdadero impulso cuando el director de escena y empresario Luis París le propuso ser la pianista de la cantante Conchita Supervía para una gira que la mezzosoprano iba a realizar en la temporada de 1928, aunque ya antes (1927) habían colaborado en la grabación para Odeon, en Barcelona, de Las Aranyas, de José Sancho Marraco, y del Romanç de Santa Llúcia, de Eduard Toldrà.
La gira la llevó a tocar en Barcelona (Palacio de la Música Catalana), Oviedo, Alicante, Murcia, Valencia, Granada, Santander, Vitoria, Gijón, Vigo, Bilbao, La Coruña y Ferrol.
El 19 de octubre de 1928 participa, acompañando al piano a Conchita Supervía, en la función en el teatro Apolo de Madrid, a beneficio de los damnificados por la catástrofe del Novedades, organizada por la Sociedad de Autores Españoles, el Sindicato de Actores y el Heraldo de Madrid. Actúan, además de Conchita Supervía, Margarita Xirgú, el bajo Mardones,... Asistieron las infantas doña Isabel de Borbón y doña María Luisa de Orleáns.
Pocos meses después de contraer matrimonio en Londres tiene unas dos últimas actuaciones en Madrid, ambas a beneficio de la Protección al Trabajo de la Mujer, en mayo con la cantante Lola Aguinaga y al mes siguiente de nuevo con Conchita Supervía.
Sus últimos conciertos tuvieron lugar en Inglaterra. Los dos primeros con Conchita Supervía, en el Queen’s Hall de Londres y en el castillo de Sir Edmund Davis, respectivamente. En el primer concierto el público exigió, después de realizar su labor como acompañante, que interpretase alguna obra solista, a lo que respondió interpretando obras de Granados y de Albéniz. El tercero y último, con la Faculty of Arts London Concert Orchestra. Actuó como solista en el Concertino para piano y orquesta de arco, de Eduardo Chávarri, y ejecutó las Tres danzas griegas de Goossens.
María Gil continuó tocando el piano para su marido, sus amigos, y sobre todo para sí misma, ya que sentía la música como una necesidad vital.

## Reconocimientos
En 1926, por votación unánime, ganó el primer premio del Conservatorio de Música y Declamación de Madrid, que por entonces dirigía Antonio Fernández Bordas.
En el año 1964, con motivo de la inauguración oficial del local social de la banda de música de Torrevieja en la que había sido su casa natal, se descubrió una placa dedicada a María Gil. La placa rezaba: Aquí nació la ilustre pianista María Gil. Actualmente la placa se encuentra en las instalaciones que la Unión Musical Torrevejense ocupa en el Palacio de la Música de su ciudad natal, ubicado en el solar de la casa donde nació.
Se le dedicó una calle en Torrevieja, según se recoge en el acuerdo de pleno del ayuntamiento de fecha 6 de abril de 1984.

## Discografía
No consta ninguna grabación de María Gil como solista. Podemos oírla como acompañante de Conchita Supervía en las siguientes:
- Conchita Supervía & María Gil. Canción del paje. USA. Decca Odeon-Parlophone, (1931?)
- Conchita Supervía (mezzo) y María Gil - Cantares (canto y piano). Pearl GEMM CD 9975 (2'35) - 1928/1993.
- Conchita Supervía (mezzo) y María Gil - Cantares (canto y piano). Almaviva DS-0128 (b) (2'32) 1928/1999.
- Conchita Supervia, María Gil - Cantares (Turina) / Clavelitos, canción pregón andaluz (Valverde Sanjuán) - Odeon 185.007. Matriz: Odeon 185.007. SO 4699, SO 4620
- Conchita Supervia. Las Aranyas / Romanç de Santa Llúcia. Odeon. 85008 SO 4697 / 8 Conchita Supervia. Las Aranyas / Romanç de Santa Llúcia. Barcelona. Transoceanic Trading Co. (19--)

Estas pocas producciones reaparecen en compilaciones posteriores:
- A portrait of Conchita Supervía. Opera arias and scenes, zarzuelas, songs, 1927-1930. Portugal. Gala. 2008
- Conchita Supervia, mezzo-soprano: (1895-1936): canciones. Volum 1. CD (OCLC 646067911). Barcelona. Aria Recording, S.L. 1997
- Conchita Supervía. Spanish Song. Zarzuela. Pearl GEMM CD. 1995
- Conchita Supervia. Spanish Songs.
- Conchita Supervia: songs with orchestra, songs with piano. Angel Records (1960). (OCLC 1036354004)
- Joaquin Turina Historic Recordings. 1882-1849. Centro de Documentación Musical de Andalucía. CD (2). 2000. Almaviva B00004T2K1
- The Complete Conchita Supervia Vol 1 – Fonotipia/Odeon. 1927-28. (2CD Marston) (OCLC 55591781)